# Femme nue dans un paysage
Femme nue dans un paysage est un tableau réalisé par le peintre français Pierre-Auguste Renoir en 1883 et conservé au musée de l'Orangerie à Paris.

## Histoire
Les baigneuses de Renoir conservent le souvenir des nus dans les paysages de la peinture française du XVIIIe siècle, spécialement de Watteau et de Boucher, que l'artiste avait contemplés longuement au Musée du Louvre au début de sa carrière.
 

## Description
Il s'agit d'une peinture à l'huile sur toile de 65 × 54 cm, peinte en 1883, dans une époque de transition, laquelle annonce l'évolution de Renoir vers le style plus linéaire de sa période ingresque. Si le paysage reste encore traité ici de façon impressionniste, à base de coups fragmentés, la figure, plus définie, se détache clairement du fond.
Selon Marie-Thérèse de Forges, la modèle de cette peinture serait Suzanne Valadon, la mère de Maurice Utrillo, également peintre,.